# Малія Метелла
Малія Метелла (фр. Malia Metella, 23 лютого 1982) — французька плавчиня.
Призерка Олімпійських Ігор 2004 року, учасниця 2008 року.
Призерка Чемпіонату світу з водних видів спорту 2005 року.
Призерка Чемпіонату світу з плавання на короткій воді 2006 року.
Чемпіонка Європи з водних видів спорту 2003, 2004 років, призерка 2006, 2007 років.